# Isla de Maio
Maio es una isla de Cabo Verde, cuya capital y principal ciudad es Porto Inglês.
Es una isla de origen volcánico, erosionada por los vientos alisios, que hicieron de la isla una superficie aplanada, recordando los desiertos de África. Fue un antiguo puerto de exportación de la sal que se producía aquí hasta el siglo XX. Entre sus atractivos se encuentran sus inmensas playas de arena dorada y varios tonos de azul, casi nunca concurridas. Mismamente es un entorno idóneo para la práctica de deportes náuticos y acuáticos.
Posee también una importante industria de pesca y agricultura.

## Historia
Fue descubierta en 1460, pero no se llegó a poblar hasta el comienzo del siglo XVI. Antes de eso fue usada para el pasto de las cabras. Entre el siglo XVI y XIX, la principal ocupación de la isla fue la extracción de sal por los ingleses. La sal extraída era enviada a la isla de Santiago para después exportarla a Europa, África y Brasil.

## Festividades
El 3 de mayo son las fiestas de Santa Cruz.